# Гай Фламіній (консул 187 року до н. е.)
Гай Фламіній (*Gaius Flaminius, д/н — після 181 до н. е.) — політичний та військовий діяч Римської республіки.

## Життєпис
Походив з впливового плебейського роду Фламініїв. Син Гая Фламінія, консула 223 та 217 років до н. е. Про молоді роки мало відомостей. У 210 році до н. е. стає квестором Публія Корнелія Сципіона Африканського в Іспанії. У 196 році до н. е. стає курульним еділом. Під час своєї каденції продав у Римі за доступними ценами пшеницю із Сицилії.
У 193 році до н. е. обирається претором. Як провінцію отримує Ближну Іспанію. На чолі легіонів завдав поразку іберійському племені оританів. На своїй посаді залишався до 190 року до н. е. В цей час також завдав поразки кельтіберам.
У 187 році до н. е. обирається консулом (разом з Марком Емілієм Лепідом). На цій посаді отримав як провінцію Лігурію. Тут успішно воював проти лігурійського племені фрініатів.
У 183–181 роках був у складі колегії триумвірів, яка займалася виведенням роимської колонії в Аквілеї. Про подальшу долю немає відомостей.